# Leopold Maximilian Graf von Firmian
Leopold Maximilian Graf von Firmian (ur. 11 października 1766 w Trydencie, zm. 29 listopada 1831 w Wiedniu) – austriacki duchowny rzymskokatolicki, w latach 1822-1831 książę arcybiskup metropolita Wiednia.

## Życiorys
Pochodził z Tyrolskiej arystokratycznej rodziny. Wyświęcony na kapłana został 23 września 1792 w Salzburgu, 5 lat później został mianowany biskupem pomocniczym Pasawy ze stolicą tytularną Tiberias. Sakrę otrzymał 5 listopada 1797 z rąk biskupa Leopolda Leonharda von Thuna. W 1800 został mianowany biskupem Lavant a w 1816 arcybiskupem Salzburga, jednak z powodu zawirowań politycznych został jedynie administratorem apostolskim. W styczniu 1822 cesarz Franciszek II wyznaczył go na arcybiskupa Wiednia, papież zaakceptował kanonicznie tę decyzje 19 kwietnia tego samego roku. Zmarł 29 listopada 1831.